# Jared Newson
Jared Newson (Belleville, 26 settembre 1984) è un ex cestista statunitense, professionista nella NBDL e in Europa.

## Palmarès
- Coppa di Finlandia: 2

Joensuun Kataja: 2011, 2012